# Лакеев, Василий Алексеевич
Васи́лий Алексе́евич Лаке́ев  (род. 7 ноября 1984, Москва) — российский игрок в настольный теннис, член национальной сборной команды России.

## Биография
Василий Лакеев родился в Москве 7 ноября 1984 года.
В настольный теннис Лакеева, которому в тот момент было 7 лет, привёл его отец, Алексей Борисович Лакеев, тренер по настольному теннису, кандидат в мастера спорта.
В 1993 году в возрасте 9-ти лет Василий Лакеев занял второе место в Первенстве Москвы и перешел в группу Владимира Спиридонова. Также тренером Василия Лакеева является Константин Марусич (Нижний Новгород).
Лакеев — неоднократный победитель и призёр первенств Москвы и первенств России в кадетском и юниорском возрасте.
В 14 лет получил приглашение в свою первую профессиональную команду (МГФСО, Москва), выступавшую в Клубном чемпионате России. В этом же году выполнил норматив и получил звание мастера спорта России.
В 2009 году окончил Российский государственный университет физической культуры, спорта, молодёжи и туризма.

### Клубная карьера
- 2003—2007 ТНК-BP (Сорочинск)
- 2008—2013 МОЭК (Москва)
- 2013—2015 Камдор (Казань)
- 2015—2016 Спарта&К (Видное, Московская область)
- 2016—2019 Fibrain AZS Politechnika Rzeszow (Польша)
- 2019—2020 VILLENEUVE PPC 1 (Франция, лига Pro A)

В сезоне 2016—2017 в Польском клубном чемпионате длительное время возглавлял список самых эффективных игроков лиги.

## Достижения

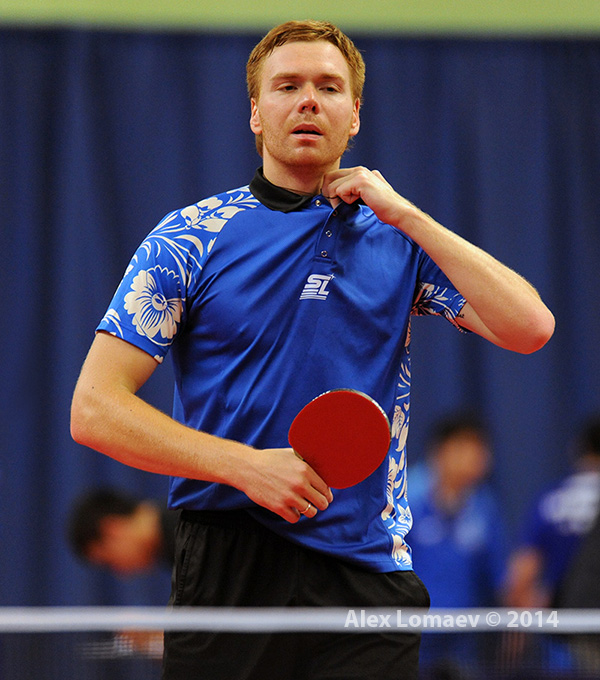
Василий Лакеев

- Чемпион России в составе сборной Москвы (2004, 2005, 2006, 2007, 2012, 2013, 2014 гг.)
- Победитель Кубка России в составе сборной Москвы (2012, 2013 гг.)
- Победитель Чемпионата России в паре с Вячеславом Буровым (2015 г.)[2]
- Победитель двух турниров ITTF Challenge Series, участник ITTF World Tour Grand Finals (2012 г.)[3]
- Победитель Клубного чемпионата России в составе команды «ТНК-ВР» Сорочинск (2003, 2004, 2007 гг.)
- Победитель Кубка России среди клубов в составе команды ТНК-ВР (2003, 2004 гг.)
- Победитель Клубного чемпионата России в составе команды Виктория МОЭК (2009 г.)
- Победитель Кубка России среди клубов в составе команды Виктория МОЭК (2009 г.)
- Серебряный призёр Кубка ETTU в составе команды Виктория МОЭК (2009 г.)
- Бронзовый призёр Кубка ETTU в составе команды Виктория МОЭК (2013 г.)
- Полуфиналист Кубка Европы (Europe Cup) в составе команды VILLENEUVE PPC 1 (2020 г.)